# Rock ’n’ Roll Daddy/Episodenliste
Dieser Episodenführer enthält alle Episoden der australischen Sitcom Rock ’n’ Roll Daddy, sortiert nach der australischen Erstausstrahlung. Die Erstausstrahlung wurde zwischen dem 22. Januar 1991 und dem 14. September 1993 im wöchentlichen Rhythmus auf dem australischen Fernsehsender Nine Network gesendet. In Deutschland wurde die Fernsehserie vom 14. November 1994 bis zum 5. Mai 1995 auf ProSieben ausgestrahlt. Zwischen 1990 und 1993 entstanden in insgesamt drei Staffeln 101 Episoden.

## Staffel 1
| Nr. (ges.) | Nr. (St.) | Deutscher Titel                 | Originaltitel                      | Erstausstrahlung Australien | Deutschsprachige Erstausstrahlung (D) | Regie           | Drehbuch                                |
| --- | --------- | ------------------------------- | ---------------------------------- | --------------------------- | ------------------------------------- | --------------- | --------------------------------------- |
| 1 | 1         | Die Familie aus dem Nichts      | Daddy Cool                         | 22. Jan. 1991               | 14. Nov. 1994                         | Pino Amenta     | Philip Dalkin                           |
| Der „Altrocker“ Bobby Rivers hatte in den 1970er Jahren mit Easy Street einen großen Hit. Danach wurde es aber ruhig um ihn. Er lebt mit seinem alten Freund und Roadie Doug Stevens in einem alten Haus zusammen. Eines Tages steht Tracy Lawson, eine alte Freundin, vor der Tür. Dann eröffnet Tracy Bobby, dass er Vater von den 15-jährigen Zwillingen Anna und Thomas Sumner ist. Die Mutter war vor Monaten bei einem Flugzeugabsturz ums Leben gekommen. Anna und Thomas verbringen eine Nacht im Haus. Im Endeffekt ziehen alle drei mit in das Haus ein. |           |                                 |                                    |                             |                                       |                 |                                         |
| 2 | 2         | Der peinliche Papa              | Substitute                         | 29. Jan. 1991               | 15. Nov. 1994                         | Pino Amenta     | Philip Dalkin                           |
| Der erste Elternabend an der neuen Schule steht an. Thomas ist sein altmodischer Vater aber peinlich. Bobby hat daran kein Interesse und so kommt Thomas auf die Idee Schauspieler Doug als seinen Vater auszugeben. Es kommt aber anders, denn Bobby freundet sich mit dem Schuldirektor, der selbst ein alter Hippie ist, an. |           |                                 |                                    |                             |                                       |                 |                                         |
| 3 | 3         | Nicht mit meiner Tochter!       | Born to Be Wild                    | 5. Feb. 1991                | 17. Nov. 1994                         | Pino Amenta     | Philip Dalkin                           |
| Mit Hilfe eines Ratgebers über Erziehung will Bobby ein besserer Vater werden. Er kommt aber nicht über die ersten Seiten des Buches hinaus. Nun erfährt er von Annas Freund namens Derek. Bobby gefällt Derek gar nicht, denn er ist ein langhaariger Rockmusiker und Bobby kennt aus eigener Erfahrung das Leben von Musikern. Er nimmt sich Derek vor und redet mit ihm. Danach kehrt Derek mit kurzem Haarschnitt in Anzug und Krawatte zurück. Er wurde an einer juristischen Fakultät angenommen. |           |                                 |                                    |                             |                                       |                 |                                         |
| 4 | 4         | Legenden der Vergangenheit      | I Hate the Music                   | 12. Feb. 1991               | 23. Nov. 1994                         | Pino Amenta     | Shane Brennan                           |
| Bobby bekommt das Angebot zusammen mit anderen, alten Rockmusikern für ein halbes Jahr auf Tournee zu gehen. Er träumt davon wie früher auf der Bühne zu stehen und bejubelt zu werden. Da gibt es aber das Problem, dass er jetzt Vater von zwei Kindern ist und sie nicht 6 Monate allein lassen kann. |           |                                 |                                    |                             |                                       |                 |                                         |
| 5 | 5         | Die Sag-Nein-Woche              | Look What They've Done to My Song  | 19. Feb. 1991               | 30. Nov. 1994                         | Pino Amenta     | Elizabeth Coleman                       |
| An der Schule läuft die Sag-nein-Woche gegen Drogen. Anna wünscht sich ein Paar Doc-Martens-Schuhe, um ihrem Schwarm zu beeindrucken. Bobby hat keine Ahnung und glaubt, die Doc Martens wären ein paar orthopädische Spezialschuhe. Des Weiteren möchte Thomas Bobby von seiner Qualität als Manager überzeugen und verkauft ein Lied für einen Werbespot. |           |                                 |                                    |                             |                                       |                 |                                         |
| 6 | 6         | Der Mann, den keiner brauchte   | Are You Lonesome Tonight?          | 26. Feb. 1991               | 22. Nov. 1994                         | Pino Amenta     | Philip Dalkin                           |
| Doug gibt sich beim Kochen alle Mühe, aber der Familie schmeckt es nicht. Aus der Enttäuschung heraus verlässt er das Haus und nimmt sich ein Hotelzimmer. Als Doug auch am nächsten Tag nicht wieder zurückkommt, verkommt das Haus immer mehr und das Chaos bricht aus. |           |                                 |                                    |                             |                                       |                 |                                         |
| 7 | 7         | Ein Hauch von Pepperoni         | I Wanna Be Bobby’s Girl            | 5. März 1991                | 28. Nov. 1994                         | Pino Amenta     | Steve J. Spears                         |
| Thomas schwärmt für die 18-jährige Karen, die in einem Schnell-Imbiss arbeitet. Als sie Thomas von zu Hause abholt, lernt die Familie sie kennen. Sie ist reifer als der 15-jährige Thomas, deshalb ist Karen wesentlich mehr an dem älteren Bobby als an Thomas interessiert. |           |                                 |                                    |                             |                                       |                 |                                         |
| 8 | 8         | Der erste Kater                 | Whiter Shade of Pale               | 12. März 1991               | 1. Dez. 1994                          | Pino Amenta     | Stig Wemyss, Kate Langbroek             |
| Anna und Thomas kommen nach einer Party betrunken nach Hause. Tracy ist außer sich und wirft Bobby einen schlechten Einfluss auf die Kinder vor. Sie entschließt sich dazu, mit Anna und Thomas auszuziehen. Bevor es dazu kommt, erinnern Bobby und Doug Tracy daran, dass sie früher selbst kein Unschuldslamm war. |           |                                 |                                    |                             |                                       |                 |                                         |
| 9 | 9         | Bobby und die Neunziger         | You've Got a Friend                | 19. März 1991               | 21. Nov. 1994                         | Pino Amenta     | Elizabeth Coleman                       |
| Doug, der als Taxifahrer und Schauspieler arbeitet, hat eine Rolle als Kiwi in einem Joghurt-Werbespot. Da taucht Wayne mit einem Auftritt für Bobby im Tivoli auf. Doch wie macht man aus dem Rocker einen Musiker der 1990er Jahre? Dann ist auch noch Bobbys Gitarre Max verschwunden und ohne sie tritt Bobby nicht auf. |           |                                 |                                    |                             |                                       |                 |                                         |
| 10 | 10        | Die wilde Gloria                | G.L.O.R.I.A.                       | 2. Apr. 1991                | 24. Nov. 1994                         | Pino Amenta     | Shane Brennan                           |
| Gloria, eine alte Freundin von Bobby, hat sich zu einem Besuch angemeldet. Dies gefällt Tracy gar nicht, denn Gloria hat Tracy damals den Freund ausgespannt. Während ihres Aufenthalts verlässt Tracy das Haus. Auch Thomas freut sich auf den Besuch von Gloria. |           |                                 |                                    |                             |                                       |                 |                                         |
| 11 | 11        | Die goldene Schallplatte        | Watching the Detectives            | 9. Apr. 1991                | 29. Nov. 1994                         | Pino Amenta     | Philip Dalkin                           |
| Anna und Thomas entdecken, dass Bobbys goldene Schallplatte aus dem Wohnzimmer verschwunden ist. Sie vermuten, dass Bobby sie zu Geld gemacht hat, um Anna ein Kleid zu schenken. Der weiß aber nichts davon und so wird die Polizei in den Diebstahl eingeschaltet. |           |                                 |                                    |                             |                                       |                 |                                         |
| 12 | 12        | Kein Mann für Tracy             | Emotional Rescue                   | 16. Apr. 1991               | 5. Dez. 1994                          | Pino Amenta     | Philip Dalkin                           |
| Dougs letzte Beziehung ist schon länger her. In einem Gespräch mit Tracy macht sie ihm Komplimente. Dies missversteht Doug und er macht sich Hoffnungen bei Tracy. Nun muss sie den verliebten Doug vorsichtig wieder auf den Boden der Tatsachen zurückholen. |           |                                 |                                    |                             |                                       |                 |                                         |
| 13 | 13        | Viel Lärm um nichts             | The Green, Green Grass of Home     | 23. Apr. 1991               | 6. Dez. 1994                          | Pino Amenta     | Shane Brennan                           |
| Bobby entdeckt zufällig in den Polster seiner Couch einen Joint. Um herauszufinden, wem die Haschischzigarette gehört, beobachten er und Doug die Couch. Dabei gerät nach und nach jeder, der sich nur in der Nähe aufhält, in Verdacht, der Besitzer zu sein. |           |                                 |                                    |                             |                                       |                 |                                         |
| 14 | 14        | Tierschützer unter sich         | The Lion Sleeps Tonight            | 30. Apr. 1991               | 7. Dez. 1994                          | Pino Amenta     | Philip Dalkin                           |
| Anna engagiert sich massiv im Tierschutz. Tracy hat derweil einen Auftrag mit Pelzen in Aussicht. Darüber kommt es zwischen den beiden zum Streit. Währenddessen nehmen Bobby und Doug eine zugelaufene schwarze Katze bei sich auf. Sie nennen sie Hendrix. |           |                                 |                                    |                             |                                       |                 |                                         |
| 15 | 15        | Der verliebte Mario             | When a Man Loves a Woman           | 7. Mai 1991                 | 8. Dez. 1994                          | Pino Amenta     | Elizabeth Coleman                       |
| Wayne Lovett, der verschlagene und schmierige Manager von Bobby ist wie ausgewechselt. Er ist richtig nett und umgänglich. Dahinter steckt Waynes neue Freundin Rita. Sie ist das genaue Gegenteil zu Wayne. Sie darf ihn sogar bei seinem richtigen Namen Mario nennen. Die Familie im Rivers-Haus ist gespannt und freut sich auf das Treffen mit Rita. Da wird Wayne von seiner Vergangenheit eingeholt. |           |                                 |                                    |                             |                                       |                 |                                         |
| 16 | 16        | Wer ist hier der Vater?         | Beast of Burden                    | 14. Mai 1991                | 12. Dez. 1994                         | Pino Amenta     | Pino Amenta                             |
| Doug bringt als Taxifahrer einen Großteil des Geldes in den Haushalt ein. Durch einen Unfall verliert er aber seine Lizenz. Nun muss Bobby beweisen, dass er das Oberhaupt der Familie ist. Er nimmt heimlich eine Arbeit als Küchenhilfe in einem Theaterrestaurant an. Der Familie erzählt Bobby hingegen, dass er dort eine Anstellung als Musiker habe. Tracy kommt dem Geheimnis auf die Schliche. |           |                                 |                                    |                             |                                       |                 |                                         |
| 17 | 17        | Die Auferstehung                | This Old Heart of Mine             | 21. Mai 1991                | 13. Dez. 1994                         | Pino Amenta     | Rob Cox                                 |
| Zwischen Bobby und Thomas kommt es zu einem heftigen Streit. Plötzlich bricht Bobby während der Auseinandersetzung zusammen und muss ins Krankenhaus eingeliefert werden. Als sich Wayne im Krankenhaus nach Bobbys Zustand erkundigt, kommt es zu einem Missverständnis. Er glaubt, dass Bobby bereits verstorben sei. Die ganze Familie trauert, da kommt es zur wundersamen Auferstehung. |           |                                 |                                    |                             |                                       |                 |                                         |
| 18 | 18        | Der französische Liebhaber      | Chanson D’Amour                    | 28. Mai 1991                | 14. Dez. 1994                         | Pino Amenta     | Philip Dalkin                           |
| Tracy hat den französischen Musiker Etienne kennengelernt. Er ist das direkte Gegenteil zu Bobby. Der junge Mann ist gebildet, kultiviert und hört lieber klassische Musik. Dann möchte Tracy sogar mit Etienne nach Paris ziehen. Daraufhin schreibt Bobby ein Lied als Liebeserklärung für Tracy. |           |                                 |                                    |                             |                                       |                 |                                         |
| 19 | 19        | Von Vätern und Söhnen           | Yesterday’s Hero                   | 4. Juni 1991                | 9. Jan. 1995                          | Pino Amenta     | Philip Dalkin                           |
| Das frühere Bandmitglied Lochie Burns kommt überraschend zu Besuch. Aus dem Musiker ist ein vielbeschäftigter Geschäftsmann geworden. Auch für seinen Sohn David hat er keine Zeit; der versucht ihn zu erreichen. Lochie will Bobby zum Einstieg in seine Firma überreden, um mehr Geld für die Kinder zu haben. Da begeht Lochies Sohn David Selbstmord. |           |                                 |                                    |                             |                                       |                 |                                         |
| 20 | 20        | Bunte Memoiren                  | Paperback Writer                   | 11. Juni 1991               | 10. Jan. 1995                         | Pino Amenta     | Anthony Morris                          |
| Wayne hat einen Verleger gefunden, der Bobbys Memoiren herausbringen möchte. Bobby ist damit einverstanden, doch wie er erfährt, hat die Sache einen Haken. Das Manuskript muss in wenigen Tagen fertiggestellt sein. Während Tracy und Thomas skeptisch sind, träumt Doug schon von der Hauptrolle bei der Verfilmung des Buches. Nur Tochter Anna glaubt an Bobby und er schafft es auch, aber anders als gedacht. |           |                                 |                                    |                             |                                       |                 |                                         |
| 21 | 21        | Der geklaute Song               | The Great Pretender                | 18. Juni 1991               | 11. Jan. 1995                         | Pino Amenta     | Shane Brennan                           |
| In der Zeitung wird behauptet, dass Bobbys Hit Easy Street nicht von ihm stamme und gestohlen sei. Dies behauptet ein gewisser Georgie Leonard. Keiner der Familie glaubt dies zwar, aber Bobby verhält sich merkwürdig. Doug lockt Georgie Leonard in Bobbys Haus, wo die beiden aufeinander treffen. Als Georgie seine Anschuldigung wiederholt, setzt Bobby sich nicht zur Wehr. Spät abends kehrt Georgie Leonard betrunken zum Haus zurück und dort klärt sich die ganze Geschichte auf. |           |                                 |                                    |                             |                                       |                 |                                         |
| 22 | 22        | Gib's ihm, Thomas!              | Tonight's the Night                | 25. Juni 1991               | 12. Jan. 1995                         | Pino Amenta     | Steve J. Spears                         |
| Anna schwärmt für den arroganten Talkshow-Gastgeber David Brasche. Als die Sendung eine typische Familie sucht, da bewirbt sich Anna. Eines Tages steht überraschend ein Kamerateam vor der Tür und völlig unvorbereitet beginnen die Dreharbeiten. In der Sendung beleidigt er die Familie mit Sprüchen. Zu dieser Zeit kommt Thomas nach einem Zahnarztbesuch nach Hause. Noch unter Betäubung stehend sagt er David Brasche mal seine Meinung. |           |                                 |                                    |                             |                                       |                 |                                         |
| 23 | 23        | (K)ein Wochenende am Strand     | Summer Holiday                     | 2. Juli 1991                | 13. Jan. 1995                         | Pino Amenta     | Greg Haddrick                           |
| Bobby träumt schon länger von einem gemeinsamen Urlaub mit der Familie. Es soll an den Strand nach Cocky's End gehen; wo alljährlich das große Schneckenrennen stattfindet. Die Familie ist zwar wenig begeistert, doch sie erfüllen Bobby seinen Wunsch. Nachdem der alte VW-Bus vollgeladen ist; springt der Wagen nicht an. Schließlich muss Bobby die anderen sogar zwingen mit auf die Fahrt zu gehen. |           |                                 |                                    |                             |                                       |                 |                                         |
| 24 | 24        | Sprechen Sie nach dem Pfeifton! | Call Me                            | 9. Juli 1991                | 16. Jan. 1995                         | Pino Amenta     | Paul Leadon                             |
| Wegen der Aktiengeschäfte von Thomas und Tracys Geschäfte in der Modebranche müssen sie immer telefonisch erreichbar sein. Thomas besorgt deshalb einen Anrufbeantworter. Bobby kommt mit dem technischen Gerät überhaupt nicht zurecht. Dies bleibt nicht ohne Folgen. |           |                                 |                                    |                             |                                       |                 |                                         |
| 25 | 25        | Vierzig Fieber                  | Help Me Make It Through the Night  | 16. Juli 1991               | 17. Jan. 1995                         | Pino Amenta     | Anthony Morris                          |
| Anna und Thomas kommen mit einer Grippe nach Hause. Als auch noch Tracy und Doug erkranken, ist Bobby mit der Pflege der Kranken auf sich allein gestellt. Wayne hat für Bobby eine gute Nachricht, denn er wurde für den Musikpreis Gaggi nominiert. Bobby möchte aber nur zur Preisverleihung gehen, wenn alle wieder gesund sind. Der Tag der Preisverleihung ist gekommen und Tracy, Anna, Thomas und Doug sind wieder gesund. Dafür sind jetzt Bobby und Wayne krank. |           |                                 |                                    |                             |                                       |                 |                                         |
| 26 | 26        | Wenn der Vater mit der Tochter  | American Pie                       | 23. Juli 1991               | 18. Jan. 1995                         | Pino Amenta     | Shane Brennan                           |
| Doug hat groß auf einem Flohmarkt eingekauft. In einer Kiste liegt ein Elternratgeber, den Bobby dann liest. Er möchte sein Verhältnis zu Thomas verbessern und schlägt, wie im Buch beschrieben, einen Campingausflug vor. Sein Sohn hat dafür jedoch überhaupt kein Interesse; umso mehr möchte Anna mit Bobby zum Camping fahren. |           |                                 |                                    |                             |                                       |                 |                                         |
| 27 | 27        | Der Anti-Casanova               | My Way                             | 30. Juli 1991               | 19. Jan. 1995                         | Pino Amenta     | Philip Dalkin                           |
| Thomas braucht einen Aufpasser für seinen Stand auf dem Flohmarkt. Mit seinem Schulkamerad Rhys hat er die ideale Lösung gefunden. Rhys ist nicht der Klügste; dafür ist er umso kräftiger. Doch er stellt eine Bedingung. Er möchte mit Thomas Schwester Anna ausgehen. Anna sträubt sich, aber es wird doch ein Rendezvous ausgemacht. Damit ist die Sache aber noch nicht beendet. |           |                                 |                                    |                             |                                       |                 |                                         |
| 28 | 28        | Heimliche Hochzeit              | All My Friends Are Getting Married | 4. Aug. 1991                | 20. Jan. 1995                         | Kendal Flanagan | Philip Dalkin                           |
| Bobbys alter VW-Bus ist zu einer dringend notwendigen Wartung in der Werkstatt. Währenddessen arbeitet Tracy an Entwürfen für Brautkleider. Dann wird ein Blumenstrauß ins Haus geliefert. Als Bobby dann noch von einem „großen Tag“ spricht, glauben Anna und Thomas, dass die beiden heimlich heiraten wollen. |           |                                 |                                    |                             |                                       |                 |                                         |
| 29 | 29        | Soll und Haben                  | Money for Nothing                  | 13. Aug. 1991               | 23. Jan. 1995                         | Kendal Flanagan | Philip Dalkin                           |
| Die Plattenfirma von Bobby möchte ihren Vorschuss von 10.000 AU$ auf Plattenverkäufe in Südamerika zurückhaben. Er hat aber nur ganze drei Schallplatten dort verkauft. Ihm kann aber sonst niemand so viel Geld leihen und als allerletzte Möglichkeit bleibt ihm nur der Verkauf des Hauses. Für das alte Haus wird er nicht sehr viel bekommen. |           |                                 |                                    |                             |                                       |                 |                                         |
| 30 | 30        | Wer's glaubt, wird selig!       | The Two of Us                      | 20. Aug. 1991               | 24. Jan. 1995                         | Kendal Flanagan | Philip Dalkin, Werner Molinski          |
| Bobby ist allein zu Hause, da die Kinder einen Schulausflug machen. Doug ist zu einem Schauspielkurs und Tracy trifft sich mit einer Freundin. Tracy ist aber bald wieder da, denn ihre Freundin hat das Treffen abgesagt. In der Gegend des Hauses der Rivers treibt ein Einbrecher sein Unwesen. Bobby und Tracy haben Angst und landen zusammen auf der Couch. In dem Moment steht der Rest der Familie in der Tür und die beiden müssen die Situation erklären. |           |                                 |                                    |                             |                                       |                 |                                         |
| 31 | 31        | Bobbys letzte Chance            | Twisting by the Pool               | 27. Aug. 1991               | 25. Jan. 1995                         | Kendal Flanagan | Kate Langbroek, Megan Rees              |
| Der 16. Geburtstag der Zwillinge steht bevor und die beiden wünschen sich einen Billardtisch. Natürlich will Bobby ihn ihren Wunsch erfüllen und beauftragt seinen Manger Wayne einen Tisch zu besorgen. Am Morgen des Geburtstages ist Wayne mit dem Geschenk immer noch nicht da. Bobby ist kurz davor den Kindern die Sache zu beichten, da taucht Wayne mit einem Billardtisch auf. Doch der Tisch hat seinen Preis. |           |                                 |                                    |                             |                                       |                 |                                         |
| 32 | 32        | Ein Mann für gewisse Stunden    | Would I Lie to You                 | 3. Sep. 1991                | 26. Jan. 1995                         | Pino Amenta     | Shane Brennan                           |
| Ein Kunde von Tracy hat nicht nur Interesse an ihren Modeentwürfen und bedrängt sie. Aus der Not heraus behauptet sie mit Bobby Rivers verheiratet zu sein. Der Kunde möchte sich selbst davon überzeugen und die Vertragsunterzeichnung findet in Bobbys Haus statt. Tracy glaubt nicht, dass er die Rolle des Ehemannes spielen kann. Also ist Schauspieler Doug gefragt, doch der hat etwas anderes zu erledigen. |           |                                 |                                    |                             |                                       |                 |                                         |
| 33 | 33        | Geld liegt in der Luft          | Money Changes Everything           | 10. Sep. 1991               | 27. Jan. 1995                         | Pino Amenta     | Philip Dalkin                           |
| In der Zeitung sorgt eine Kleinanzeige für Aufregung. Der Musiker Drak bietet für eine bestimmte Schallplatte aus den 1960er Jahren 20.000 AU$. Bobby, der eine große Plattensammlung hat, besitzt die Platte. Er weiß nur nicht, wo sie sich befindet. Nach langer Suche findet er das Schallplattencover mit wertvollen Autogrammen darauf. Der Preis dafür steigt sogar auf 125.000 AU$. Dann entdeckt Anna, dass in der Plattenhülle die falsche Schallplatte steckt. |           |                                 |                                    |                             |                                       |                 |                                         |
| 34 | 34        | Der Morgen danach               | Dream Lover                        | 17. Sep. 1991               | 30. Jan. 1995                         | Pino Amenta     | Anthony Morris                          |
| Nach einem anstrengenden Arbeitstag hat Tracy dringend Entspannung nötig. Bobby, Anna und Thomas sind nicht zu Hause und so schlägt Doug vor, zusammen mit Wayne in eine Kneipe zu gehen. Wayne sieht seine Stunde gekommen und sorgt dafür, dass Doug verhindert ist. In der Nacht kommen Tracy und Wayne schwer angetrunken wieder nach Hause. Als Tracy morgens in ihrem Bett aufwacht, kann sie sich an nichts mehr erinnern. Da berichtet Wayne ihr von einer wilden Nacht. |           |                                 |                                    |                             |                                       |                 |                                         |
| 35 | 35        | Der Vampir von nebenan          | Bat Out of Hell                    | 24. Sep. 1991               | 31. Jan. 1995                         | Pino Amenta     | Anthony Morris                          |
| Am Nachbarhaus treibt sich ein Mann mit einem Umhang herum. Bobby glaubt, der Mann ist ein Vampir und steht mit der Meinung alleine da. Um den Nachbarn besser kennenzulernen, laden sie ihn zum Essen ein. Als der Tag gekommen ist, hat Bobby Doug von seiner Vermutung überzeugt. Zum Schutz vor dem Biss des „Vampirs“ sitzen die beiden mit dicken Schals am Esstisch. Im Laufe des Gespräches erzählt der Gast, dass er aus Transsilvanien stamme. Nun fällt auch noch das Licht aus. |           |                                 |                                    |                             |                                       |                 |                                         |
| 36 | 36        | Zu alt für Rock and Roll?       | Staying Alive                      | 1. Okt. 1991                | 1. Feb. 1995                          | Pino Amenta     | Clare Madsen                            |
| Bobby fühlt sich mit seinen 41 Jahren uralt. Die Karriere als Rockstar ist auch vorbei; er bekommt nur noch schlechte Auftrittsangebote. Dougs Mutter June Stevens kommt zu Besuch, die Witwe, die mit ihrem modernen, jugendlichen Lebenswandel sogar ihren Sohn erstaunt. Nun machen die Alt-Hippies Bobby und Doug die Erfahrung in den 1960er Jahren stehen geblieben zu sein. |           |                                 |                                    |                             |                                       |                 |                                         |
| 37 | 37        | Bobbys letzter Fan              | Crazy for You                      | 8. Okt. 1991                | 2. Feb. 1995                          | Pino Amenta     | Philip Dalkin                           |
| Bobby erhält von einer gewissen Britt einen Drohbrief. Darin schreibt sie, dass sie sich rächen wolle, da Bobby jetzt Kinder mit einer anderen Frau als ihr hat. Bei der Frau handelt es sich um einen enttäuschten Fan. Eines Nachts ist dann auch noch das Haus verwüstet und die Bilder der Kinder wurden zerstört. Nun bekommt Bobby Angst vor der Stalkerin. Manager Wayne versucht wieder billige Werbung aus der Sache zu ziehen. In der Folge klärt sich der Vorfall auf; die Briefeschreiberin hatte den Adressat verwechselt. Der Brief war für Alice Cooper bestimmt. |           |                                 |                                    |                             |                                       |                 |                                         |
| 38 | 38        | Rauswurf für den Manager        | Breaking Up Is Hard to Do          | 15. Okt. 1991               | 3. Feb. 1995                          | Pino Amenta     | Anthony Morris                          |
| Bobby hat die Nase voll von seinem Manager Wayne Lovett. Er bekommt nur noch Auftritte in Altersheimen, Kindergärten oder Jahrmärkten. Darüber hinaus wird Bobby nicht mal mit Geld, sondern nur mit Naturalien bezahlt. Infolge eines Streits entlässt Bobby seinen Manager. Bobby übernimmt die Geschäfte, aber ohne Erfolg. Er konzentriert sich auf das Management und nimmt eine Punkband unter Vertrag. |           |                                 |                                    |                             |                                       |                 |                                         |
| 39 | 39        | Ein schlechtes Vorbild          | Take a Walk on the Wild Side       | 22. Okt. 1991               | 6. Feb. 1995                          | Pino Amenta     | Stig Wemyss, Kate Langbroek, Megan Rees |
| Die brave Anna ist mit ihrer wilden Mitschülerin Nicola Norton befreundet und dies hat Folgen. Sie macht nicht was man ihr sagt und treibt sich nachts mit Nicola rum. Dadurch kommt Anna in schlechte Gesellschaft. Schließlich prügelt sich Thomas sogar wegen Anna mit mehreren Jungen. |           |                                 |                                    |                             |                                       |                 |                                         |
| 40 | 40        | Das erste Mal                   | Like a Virgin                      | 29. Okt. 1991               | 7. Feb. 1995                          | Pino Amenta     | Shane Brennan                           |
| Thomas will endlich seine Jungfräulichkeit verlieren und versucht mit Bobby, während der seinen Lieblingsaschenbecher repariert, darüber zu sprechen. Bobby erzählt, dass er damit schon in der Schule angefangen habe und dabei ein richtiger „Meister“ gewesen sei. Thomas könnte „es“ auch ganz leicht erlernen. Bobby findet für Thomas gleich die ideale „Lehrerin“. Als Thomas wieder einmal nach Hause kommt, sagt Bobby ihm der „Unterricht“ könne gleich losgehen. Dann sieht Thomas wer seine „Lehrerin“ sein soll, denn vor ihm steht Tracy. Wenn Thomas fertig ist, möchte Bobby auch mal mit Tracy „üben“. Anna und Doug haben auch Interesse daran. Thomas läuft schreiend weg; dabei ging es die ganze Zeit nur um die Töpferei und nichts anderes. |           |                                 |                                    |                             |                                       |                 |                                         |
| 41 | 41        | Familie am Grill                | Stuck on You                       | 5. Nov. 1991                | 8. Feb. 1995                          | Pino Amenta     | Philip Dalkin                           |
| Bobby und Doug haben einen Grill für ein großes Grillfest der Familie gekauft. Thomas hat ganz andere Gedanken; er hat sich in Annas neue Nachhilfelehrerin Susan verguckt. Allen Anstrengungen laufen ins Leere, denn Susan fühlt sich zu Frauen hingezogen. Mit dieser Situation hat Anna ein Problem. |           |                                 |                                    |                             |                                       |                 |                                         |
| 42 | 42        | Allein gegen die Mafia          | Born to Run                        | 12. Nov. 1991               | 9. Feb. 1995                          | Pino Amenta     | Shane Brennan                           |
| Wayne bekommt von einem Tony einen mysteriösen Anruf. Ihm ist sofort klar, dass dies nur der Mafia-Pate Tony Tellini gewesen sein kann. Er will von Wayne die 10.000 AU$ zurückhaben, die Wayne bei ihm unterschlagen hat. Bei seiner Mutter ausgezogen, quartiert sich Wayne in Bobbys Haus als Versteck ein. Tony kommt ihm aber auf die Schliche und steht bald danach vor der Tür. Als Wayne hört, dass Tony ein „Geschenk“ für ihn hat, glaubt er, nun hätte sein letztes Stündchen geschlagen. |           |                                 |                                    |                             |                                       |                 |                                         |
| 43 | 43        | Computerspiele                  | Computer Games                     | 19. Nov. 1991               | 10. Feb. 1995                         | Pino Amenta     | Philip Dalkin                           |
| Anna hat für ihre Arbeit bei der Schülerzeitung einen Computer. Thomas lässt ihr keine Ruhe und möchte auch mal an den Rechner. Obendrein ist Wayne auch wieder im Haus und hat seinen ebenso nervenden Neffen Sam mitgebracht. Als Bobby und Sam sich gemeinsam am Computer herumspielen, endete dies im Chaos. |           |                                 |                                    |                             |                                       |                 |                                         |
| 44 | 44        | Was für eine Nacht!             | Silent Night                       | 26. Nov. 1991               | 15. Dez. 1994                         | Pino Amenta     | Shane Brennan                           |
| Die Familie bereitet sich auf den bevorstehenden Heiligabend vor. Da klingelt es an der Haustür und ein junger Mann mit seiner schwangeren Frau stehen vor der Tür. Sie möchten das Telefon benutzen, da sie mit ihrem Auto eine Panne haben. Bobby ist sofort davon überzeugt, dass sich im Rivers-Haus die Weihnachtsgeschichte mit Maria und Josef wiederholt. Überdies berichten zwei Polizisten von einem hellen Licht über dem Haus. Für Bobby ist dies der letzte Beweis für das Weihnachtswunder. |           |                                 |                                    |                             |                                       |                 |                                         |

## Staffel 2
| Nr. (ges.) | Nr. (St.) | Deutscher Titel                    | Originaltitel                     | Erstausstrahlung Australien | Deutschsprachige Erstausstrahlung (D) | Regie           | Drehbuch                                                     |
| --- | --------- | ---------------------------------- | --------------------------------- | --------------------------- | ------------------------------------- | --------------- | ------------------------------------------------------------ |
| 45 | 1         | Tanz der Trampeltiere              | Let’s Dance                       | 25. Feb. 1992               | 13. Feb. 1995                         | Pino Amenta     | Philip Dalkin                                                |
| Thomas schwärmt für seine Schulkameradin Emma und sie möchte mit ihm auf einen großen Debütantinnen-Ball gehen. Er hat nur ein Problem, denn er kann überhaupt nicht tanzen und Tracy übernimmt den Tanzunterricht. Dabei entpuppt sie sich aber als wenig geschickte Lehrerin und Thomas hat nach kurzer Zeit mit schmerzenden Füßen genug davon. Nun kommt nur noch Bobby als Tanzlehrer in Frage. |           |                                    |                                   |                             |                                       |                 |                                                              |
| 46 | 2         | Helden der Arbeit                  | Taking Care of Business           | 3. März 1992                | 14. Feb. 1995                         | Pino Amenta     | Stig Wemyss, Megan Rees, Kate Langbroek                      |
| Anna und Thomas machen beide ein Praktikum. Anna arbeitet mit Tracy in der Modebranche und Thomas als Experte am Finanzmarkt. Dies behauptet er zumindest, doch die Realität sieht anders aus. Er ist bei dem Fastfood-Restaurant Burger-Boy als Zwiebelschneider angestellt. Das Geheimnis droht aufgedeckt zu werden, als eines Tages Wayne Lovett zufällig in den Laden kommt. Nun muss Thomas sich etwas einfallen lassen. |           |                                    |                                   |                             |                                       |                 |                                                              |
| 47 | 3         | Die schönste Elektrikerin der Welt | I’ve Got to Be Me                 | 10. März 1992               | 15. Feb. 1995                         | Pino Amenta     | Clare Madsen                                                 |
| Die elektrischen Leitungen im Rivers-Haus müssen repariert werden. Tracy kümmert sich darum und beauftragt eine Firma mit der Arbeit. Als eines Tages Doug in das Haus kommt, ist die junge Elektroinstallateurin Julie bei der Arbeit. Es dauert nicht lange und Doug hat sich in Julie verliebt. Sie hält Doug aber für den berühmten Rockmusiker Bobby Rivers. Er lässt sie in dem Glauben, doch dann möchte die junge Frau eine gesangliche Kostprobe vom vermeintlichen Bobby Rivers hören. |           |                                    |                                   |                             |                                       |                 |                                                              |
| 48 | 4         | Louey, der Lügner                  | History Never Repeats             | 17. März 1992               | 16. Feb. 1995                         | Pino Amenta     | Elizabeth Coleman                                            |
| Nach zwanzig Jahren taucht Bobbys alter Manager Louey Little wieder auf. Bobby hat schlechte Erinnerungen an Louey, denn der hat ihn früher um sein Geld betrogen. Louey schwärmt Bobby von einem großen Comeback für ihn vor. Er sowie Wayne lassen sich einwickeln und gehen darauf ein. Als es um die Finanzierung des Comebacks geht, verpfändet Bobby sogar sein Haus an Louey. |           |                                    |                                   |                             |                                       |                 |                                                              |
| 49 | 5         | Der Schicksalsbrief                | The Letter                        | 24. März 1992               | 17. Feb. 1995                         | Pino Amenta     | Philip Dalkin, Michael Pope, Kevin Harrington, John Herouvim |
| In das Rivers-Haus wird ein Paket geliefert. Es befinden sich im Paket einige Dinge von Annas und Thomas’ Mutter Beth Sumner. Sie war bei einem Flugzeugabsturz ums Leben gekommen. Mit dabei ist auch das Tagebuch von Beth. Bobby und Tracy vereinbaren, dass die Kinder das Tagebuch nicht zu sehen bekommen. Anna und Thomas kommen doch an das Buch und lesen es. Das Tagebuch gibt aber keinen Aufschluss darüber, warum Bobby sich von Beth trennte. Eine überraschende Klärung bringt der Brief, den Bobby damals an Beth schrieb.                                                            |           |                                    |                                   |                             |                                       |                 |                                                              |
| 50 | 6         | Der Weg zum Ruhm                   | You’re So Vain                    | 31. März 1992               | 20. Feb. 1995                         | Pino Amenta     | Shane Brennan                                                |
| Doug hat kaum Erfolg als Schauspieler und ist frustriert. Über mehr als kleine Rollen oder Werbespots kommt er nicht hinaus. Da bekommt er das Angebot, in einer Neuverfilmung des berühmten Hitchcock-Films Die Vögel die Hauptrolle zusammen mit Melanie Griffith zu spielen. Aus dem netten Doug wird ein abgehobener Möchtegern-Star und zusätzlich will er die Familie verlassen. |           |                                    |                                   |                             |                                       |                 |                                                              |
| 51 | 7         | Das Pizza-Monster                  | Addicted to Love                  | 7. Apr. 1992                | 21. Feb. 1995                         | Pino Amenta     | Shane Brennan                                                |
| Bobby hat eine große Vorliebe: Er isst gerne Pizza. Er ist bei allen Familienmitgliedern deswegen hoch verschuldet und es besteht kaum Hoffnung, das Geld wiederzubekommen. Da hat Tracy eine Idee. Bobby müsse 48 Stunden ohne eine Pizza auskommen, dann würden ihm seine Schulden erlassen. Sollte Bobby dies nicht schaffen, so würde sich die Summe verdoppeln. |           |                                    |                                   |                             |                                       |                 |                                                              |
| 52 | 8         | Die Frau, die alles wusste         | The Winner Takes It All           | 28. Apr. 1992               | 22. Feb. 1995                         | Pino Amenta     | Anthony Morris                                               |
| Anna nimmt an einem Quiz-Wettbewerb teil und gewinnt. Als Belohnung darf Anna in einer Quizsendung antreten. Thomas will seine Schwester unterstützen; die bereitet sich aber lieber allein auf den Auftritt vor. In der Sendung läuft alles nach Plan und Anna erreicht ohne Probleme die zweite Runde. Doch dann unterläuft Anna ein Fehler: Obwohl sie die Antwort weiß, drückt sie den Knopf zu spät und ist raus aus dem Spiel. |           |                                    |                                   |                             |                                       |                 |                                                              |
| 53 | 9         | Die geklauten Zwillinge            | Baby Love                         | 5. Mai 1992                 | 23. Feb. 1995                         | Pino Amenta     | Jan Sardi                                                    |
| Bobby bereut es sehr, dass er das Aufwachsen und die Kindheit der Zwillinge verpasst hat. Tracy schlägt ihm vor, die Kinder ihrer Freundin Veronica zu babysitten. Zur Probe übt er schon einmal mit einer Puppe, was Anna und Thomas überhaupt nicht verstehen können. Als Bobby zu Hause mit den Kindern von Veronica auftaucht, glauben die Kinder an eine Entführung der Babys durch Bobby. |           |                                    |                                   |                             |                                       |                 |                                                              |
| 54 | 10        | Tickets nach L. A.                 | Devil Woman                       | 12. Mai 1992                | 24. Feb. 1995                         | Pino Amenta     | Alan Hardy, Galia Hardy                                      |
| Die berühmte Sängerin Jackie Hammond, eine alte Freundin von Bobby, kommt zu Besuch. Tracy ist weniger erfreut davon und ist eifersüchtig, denn er und Jackie verbringen viel Zeit miteinander. Die beiden wollen in Zukunft zusammen auftreten und Bobby wird mit ihr nach Los Angeles gehen. Die Familie ist davon nicht begeistert; sie können es aber nicht ändern. Da tauscht Bobby sein Erster-Klasse-Flugticket in 6 Flugscheine der zweiten Klasse um. |           |                                    |                                   |                             |                                       |                 |                                                              |
| 55 | 11        | Such dir einen Job!                | Get a Job                         | 19. Mai 1991                | 27. Feb. 1995                         | Pino Amenta     | Philip Dalkin                                                |
| Bobby geht unter die Gärtner und will einen Gemüsegarten anlegen. Doug und Tracy beschäftigen derweil andere Dinge. Dougs Einkünfte als Taxifahrer sind eher bescheiden und obendrein hat Tracy auch noch ihren Job verloren. Eine Krisensitzung im Rivers-Haus bringt zunächst kein Ergebnis. Da hat Doug die Idee, zusammen mit Tracy einen Partyservice anzubieten. Gleichzeitig ist Bobby der Verzweiflung nahe. Auf seinem Gemüsebeet will einfach nichts wachsen. |           |                                    |                                   |                             |                                       |                 |                                                              |
| 56 | 12        | Die Tage der Kommune               | Come Together                     | 26. Mai 1992                | 28. Feb. 1995                         | Pino Amenta     | Anthony Morris                                               |
| Nach einer Filmnacht mit Filmen der 1960er Jahre ist Bobby deprimiert. Die guten alten Zeiten, wie er sie kannte, sind vorbei. Damit will sich Bobby aber nicht abfinden und plant im Rivers-Haus eine Kommune einzurichten. Die anderen Familienmitglieder sind von der Wiederbelebung der Flower-Power-Zeit mit Meditation, Entspannung und Nichtstun gar nicht begeistert. |           |                                    |                                   |                             |                                       |                 |                                                              |
| 57 | 13        | Sei nicht mein Romeo!              | Love Hurts                        | 2. Juni 1992                | 1. März 1995                          | Pino Amenta     | Shane Brennan                                                |
| Nachdem Tracy Post von einer alten Schulkameradin bekommen hat, muss sie mit Entsetzen feststellen, eine der letzten ledigen Frauen ihres Schuljahrgangs zu sein. Kurze Zeit später lernt Thomas’ Schulfreund Marcus Tracy kennen. Fatalerweise glaubt er, dass Tracy in ihn verliebt ist. Nun muss Tracy ihren jungen Verehrer irgendwie davon überzeugen, dass es nicht so ist. Zu der Zeit hat Bobby ein großes „Jeans-Problem“. |           |                                    |                                   |                             |                                       |                 |                                                              |
| 58 | 14        | Bobby Beethoven                    | The Sounds of Silence             | 9. Juni 1992                | 2. März 1995                          | Pino Amenta     | Stig Wemyss, Kate Langbroek                                  |
| Wider Erwarten hat Wayne für Bobby einen großen Auftritt an Land gezogen. Er soll bei der beliebtesten Fernsehshow des Landes auftreten und live singen. Zur Überraschung aller lehnt Bobby dieses Angebot aber ab. Der Grund für die Absage ist der schlechte Gehörsinn des Rockmusikers, der über die Jahre gelitten hat. Tracy möchte es genauer wissen, aber Bobby spielt das Problem herunter. Doug wiederum soll die Hauptrolle in einem Theaterstück spielen. |           |                                    |                                   |                             |                                       |                 |                                                              |
| 59 | 15        | Zum Frühstück Pizza                | I Like Bread and Butter           | 16. Juni 1992               | 6. März 1995                          | Pino Amenta     | Philip Dalkin                                                |
| Als Thomas eines Morgens in die Küche kommt, macht nicht wie gewöhnlich Doug, sondern Tracy das Frühstück. Obwohl sie mit Doug einen Partyservice betreibt, ist sie eine schlechte Köchin und muss doch Schokoladenkekse für eine Kinderparty backen. Als Tracy zum Zahnarzt geht, muss Bobby für die Feier kochen. Da schleicht sich Manager Wayne Lovett auch noch als Clown bei der Party ein. |           |                                    |                                   |                             |                                       |                 |                                                              |
| 60 | 16        | Essen mit Bauchtanz                | Walk Like an Egyptian             | 23. Juni 1992               | 10. März 1995                         | Pino Amenta     | Stig Wemyss, Megan Rees, Kate Langbroek                      |
| Tracy hat einen Cateringauftrag für ein Fest im ägyptischen Konsulat. Sie kümmert sich um die Ausstattung und die Tänzerinnen, während Doug das Essen für die Feierlichkeit vorbereitet. Derweil berichtet Anna ihrem Vater, dass in Winnies Café Fleisch vom Känguru verkauft wird. Daraufhin plant die Tierschützerin sogleich einen Protestmarsch gegen das Café. Wayne bietet Tracy eine seiner Tanzgruppen für das Fest an. Dies lehnt sie ab, tanzt dafür selbst auf der Feier. |           |                                    |                                   |                             |                                       |                 |                                                              |
| 61 | 17        | Die Erbschleicher                  | Love Me Tender                    | 30. Juni 1992               | 13. März 1995                         | Pino Amenta     | Elizabeth Coleman                                            |
| Die Geschäfte laufen schleppend im Partyservice von Tracy und Doug. Da gelangen sie an den Auftrag, das Familientreffen der Punchettos, der sizilianischen Verwandtschaft von Wayne Lovett, mit Essen zu beliefern. Wayne hat großes Interesse daran, dass alles reibungslos abläuft und das Fest ein Erfolg wird. Damit hofft er auf einen großen Teil von Onkel Alfonsos Familienerbe. |           |                                    |                                   |                             |                                       |                 |                                                              |
| 62 | 18        | Quentin, der Rassehund             | You Ain’t Nothing But a Hound Dog | 7. Juli 1992                | 7. März 1995                          | Pino Amenta     | Tony Hood                                                    |
| Bobby möchte gerne mit seinem Sohn den Rasen mähen. Thomas denkt gar nicht daran und hat anderes vor. Er bringt den Rassehund namens Quentin, der für Emmas Mutter Babs Bigelow bestimmt ist, mit nach Hause. Thomas und Anna streiten wegen des Hundes, da kommt wieder einmal Bobbys Manager Wayne vorbei. Der trägt seinen neuen roten Anzug, von dem sich besonders Quentin der Hund angezogen fühlt. |           |                                    |                                   |                             |                                       |                 |                                                              |
| 63 | 19        | Auf dem Ego-Trip                   | Under My Thumb                    | 14. Juli 1992               | 14. März 1995                         | Andrew Friedman | Dianne Dempsey, Philip Dalkin                                |
| Anna und Thomas drängen ihren Vater dazu, auch mal ein Buch zu lesen. Dies erweist sich als Fehler, denn Bobby liest ein Buch über Selbstverwirklichung. Im Buch steht, dass man mit Stärke und Entschlossenheit alles im Leben erreichen kann. Bobby nimmt sich dies nach anfänglichem Widerwillen zu Herzen. Dadurch entwickelt sich Bobby zum Entsetzen der Familie zu einem rücksichtslosen Egomanen. |           |                                    |                                   |                             |                                       |                 |                                                              |
| 64 | 20        | Männer fahren einfach besser       | Jump in My Car                    | 21. Juli 1992               | 15. März 1995                         | Pino Amenta     | Shane Brennan                                                |
| Anna bereitet sich auf ihre Führerscheinprüfung vor. Bobby hält dies für keine gute Idee und versucht es ihr auszureden, aber ohne Erfolg. Besonders stört den altmodischen Bobby, dass Anna den Führerschein vor ihrem Bruder Thomas macht und Männer ja sowieso die besseren Autofahrer sind. Tracy schließt daraufhin eine Wette mit Bobby ab, wer von den Kindern vorher die Fahrerlaubnis erhält. So übt Tracy mit Anna und Bobby hilft Thomas bei der Vorbereitung auf die Prüfung. |           |                                    |                                   |                             |                                       |                 |                                                              |
| 65 | 21        | Der einzige Zeuge                  | Look Through Any Window           | 28. Juli 1992               | 17. März 1995                         | Pino Amenta     | Philip Dalkin, Clare Madsen                                  |
| Bobby hat sich ein Bein gebrochen und sitzt nun im Rollstuhl. Aus Langeweile beobachtet er das Nachbarpaar Sue und Jim, die sich ständig streiten. Dann sieht Bobby, wie Sue Jim ersticht und zerstückelt, um ihn beiseitezuschaffen. Natürlich glaubt die Familie ihm diese Geschichte nicht, die doch sehr nach dem Hitchcock-Film Das Fenster zum Hof klingt. Eines Tages taucht Nachbarin Sue im Rivers-Haus auf, um Bobby als einzigen Zeugen der Tat zu beseitigen. |           |                                    |                                   |                             |                                       |                 |                                                              |
| 66 | 22        | Der Fluch                          | I Put a Spell on You              | 4. Aug. 1992                | 9. März 1995                          | Pino Amenta     | Anthony Morris                                               |
| Im Haus der Familie geht so einiges schief, was Bobby zu dem Schluss bringt, dass auf dem Haus ein Fluch läge. Zufällig kennt er eine Geistheilerin, aber die verlangt zuerst einmal 150 AU$ für ihre Arbeit. Damit aber noch nicht genug. Zudem soll Wayne Goldstaub für 1.000 AU$ in den Ecken des Hauses verteilen, damit der Exorzismus auch vollständig wirken kann. Noch bevor dies geschehen kann, passiert Doug ein Missgeschick. |           |                                    |                                   |                             |                                       |                 |                                                              |
| 67 | 23        | Das kleine schwarze Buch           | Let's Spend the Night Together    | 11. Aug. 1992               | 3. März 1995                          | Pino Amenta     | Anthony Morris                                               |
| Anna hat sich in Greg Hewitt verliebt. Annas Freundin Jodie fragt sie, ob sie schon miteinander geschlafen haben. Dem ist zwar nicht so, doch beim nächsten Rendezvous mit Greg will sie auch den letzten Schritt dazu tun. Aus dem Vorhaben wird bei dem Treffen nichts. Dann erfährt Anna, dass Greg ein kleines schwarzes Buch besitzt, in dem er seine Freundinnen benotet. Damit ist für Anna die Sache mit Greg gelaufen. |           |                                    |                                   |                             |                                       |                 |                                                              |
| 68 | 24        | Wie war doch gleich der Name?      | Unforgettable                     | 18. Aug. 1992               | 20. März 1995                         | Pino Amenta     | Philip Dalkin                                                |
| Der vor 20 Jahren begonnene Umbau des Rivers-Hauses soll endlich fertiggestellt werden. Nach kurzer Zeit ist das Wohnzimmer eine einzige Baustelle. Bobby hat ein weiteres Problem. Er kann sich nicht an den Namen eines bestimmten Schauspielers aus dem Kubrick-Film 2001: Odyssee im Weltraum erinnern. Bevor er ihm nicht einfällt, kann Bobby nicht weiterarbeiten. Daraufhin beginnt die Suche nach dem Namen. Nach einiger Zeit kommt Bobby auf den Namen. Es ist Gary Lockwood und so hieß auch der Mann der Baubehörde, der Bobby schon vor 20 Jahren den Umbau des Hauses untersagt hatte. |           |                                    |                                   |                             |                                       |                 |                                                              |
| 69 | 25        | Michelle                           | Michelle                          | 25. Aug. 1992               | 16. März 1995                         | Pino Amenta     | Alan Hardy, Galia Hardy                                      |
| Thomas hat sich in die Bankierstochter Michelle verliebt. Bevor aber etwas aus den beiden werden könne, möchte Michelle erst Thomas’ Familie kennenlernen. Angesichts seines Vaters und dessen Lebensweise befürchtet Thomas das Schlimmste. Aber er kann ihn nicht ändern, denn Bobby bleibt nun mal Bobby. Es kommt der Tag, an dem Michelle zu Besuch kommt, und das Treffen verläuft ganz anders als gedacht. |           |                                    |                                   |                             |                                       |                 |                                                              |
| 70 | 26        | Immer auf die Nase!                | Love & Marriage                   | 1. Sep. 1992                | 8. März 1995                          | Andrew Friedman | Shane Brennan                                                |
| Thomas, Anna, Bobby und Wayne sitzen in der Küche beim Frühstück, als Tracy erst jetzt nach Hause kommt. Bobby versucht den Kindern die Situation mit einer Autopanne zu erklären. Dies stimmt sogar, aber Tracy war auch die ganze Nacht mit einem Mann aus. Dies gefällt Bobby natürlich überhaupt nicht. |           |                                    |                                   |                             |                                       |                 |                                                              |

## Staffel 3
| Nr. (ges.) | Nr. (St.) | Deutscher Titel             | Originaltitel                     | Erstausstrahlung Australien | Deutschsprachige Erstausstrahlung (D) | Regie           | Drehbuch                                |
| --- | --------- | --------------------------- | --------------------------------- | --------------------------- | ------------------------------------- | --------------- | --------------------------------------- |
| 71 | 1         | Noch ein Sohn               | The Real Thing                    | 9. Feb. 1993                | 21. März 1995                         | Pino Amenta     | Jan Sardi                               |
| Eines Tages steht der 17-jährige Billy vor der Tür und behauptet der Sohn von Bobby und seiner Mutter Cleo zu sein. In Aussehen und Benehmen gleicht er Bobby sehr. Bobby kann sich an Cleo erinnern und Billy zieht in das Rivers-Haus ein. Nicht zur Freude aller Hausbewohner, doch Anna verknallt sich ein bisschen in Billy. Als ein Bild von Billys Mutter Cleo auftaucht; erinnert sich Bobby wieder und die Geschichte klärt sich auf.                                                                                                  |           |                             |                                   |                             |                                       |                 |                                         |
| 72 | 2         | Top-Hit in Kasachstan       | Back in the U.S.S.R.              | 16. Feb. 1993               | 22. März 1995                         | Pino Amenta     | Shane Brennan                           |
| Wayne hat für Bobby eine gute Nachricht. Sein früherer Hit Easy Street steht in Kasachstan in den Top Ten der Musik-Charts. Sofort hat Manager Wayne Pläne mit einer großen Tournee durch die Sowjetunion. Währenddessen streiten sich Anna und Thomas wegen einer Shakespeare-Theateraufführung an der Schule. Thomas würde lieber mit Anna Freundin Jodie zusammenspielen als mit ihr. |           |                             |                                   |                             |                                       |                 |                                         |
| 73 | 3         | Botschaft von Buddy Holly   | Not Fade Away                     | 23. Feb. 1993               | 23. März 1995                         | Andrew Friedman | Anthony Morris                          |
| Thomas ist in argen Nöten, denn er ist mit seinem Vater zu seinem Schulfreund Charles Delahunty auf eine Party eingeladen. Thomas macht sich Sorgen, dass Bobby ihn blamieren könnte. Immerhin sind die Delahuntys eine der reichsten Familien. Schon um die Kleidung für Bobby streiten sie sich. Wayne hat mal wieder einen Auftritt für seinen Klienten Bobby. Er soll bei dem Auftritt Songs von Buddy Holly singen. |           |                             |                                   |                             |                                       |                 |                                         |
| 74 | 4         | Armer Enzo!                 | Raindrops Keep Falling on My Head | 2. März 1993                | 24. März 1995                         | Pino Amenta     | Shane Brennan                           |
| Der Wasserhahn in der Küche funktioniert nicht. Tracy hat einen Heimwerkerkurs gemacht und möchte nun zeigen was sie gelernt hat. Sie möchte die gesamten Rohrleitungen des Hauses sanieren. Wayne ist am Boden zerstört, denn er ist im Glauben, seinen Freund Enzo überfahren zu haben. Es herrscht tiefe Trauer im Hause Rivers. Dann wird aber klar; wer oder besser was Enzo war. |           |                             |                                   |                             |                                       |                 |                                         |
| 75 | 5         | Blondinen bevorzugt!        | Some Enchanted Evening            | 9. März 1993                | 27. März 1995                         | Pino Amenta     | Elizabeth Coleman                       |
| Thomas ist immer noch hinter Annas Freundin Jodie hinterher. Nur ist er überhaupt nicht der Typ von Jodie. Nachdem Thomas ein Abendessen für zwei gewonnen hat; sieht er seine Chance gekommen. Anna überredet Jodie zu der Verabredung und diese macht aus Mitleid mit. Das Essen des Abends stammt von Tracy und Dougs Partyservice und ist mit Scheuerpulver „gewürzt“. Obendrein mimt Wayne auch noch den Stehgeiger für die beiden und so nimmt der Katastrophen-Abend seinen Lauf.                                                        |           |                             |                                   |                             |                                       |                 |                                         |
| 76 | 6         | Die falsche Fälschung       | Am I That Easy to Forget          | 16. März 1993               | 28. März 1995                         | Pino Amenta     | Philip Dalkin                           |
| Doug steht vor einer schweren Entscheidung. Das Visum seiner Freundin Georgina läuft aus, so bietet Doug ihr an, sie zu heiraten. Das Problem scheint gelöst, da erleidet Georginas Mutter einen Herzinfarkt. Nun steht Doug vor der Frage, ob er Georgina nach England begleitet oder nicht. Im Wohnzimmer des Hauses hängt ein großes Pop-Art-Gemälde. Thomas ist davon überzeugt, dass das Bild von dem berühmten Künstler Roy Lichtenstein stammt und will es zu Geld machen.                                                               |           |                             |                                   |                             |                                       |                 |                                         |
| 77 | 7         | Gefährlicher Kuss           | Let It Be                         | 23. März 1993               | 29. März 1995                         | Pino Amenta     | Stig Wemyss, Megan Rees                 |
| Eines Tages wacht Bobby auf und spürt wieder die treibende Kraft in seinem Leben; die er nur Es nennt. Es verleiht ihm Kraft, Kreativität und fast schon hellseherische Kräfte. Bobby fühlt sich wie im zweiten Frühling. Es gibt aber auch eine dunkle Seite des Es und die brachte damals Bobby und Beth auseinander. Er möchte seine Familie nicht noch einmal verlieren und muss unbedingt das Es wieder loswerden. |           |                             |                                   |                             |                                       |                 |                                         |
| 78 | 8         | Die rote Gefahr             | I See Red                         | 30. März 1993               | 30. März 1995                         | Pino Amenta     | Tony Hood                               |
| Anna möchte ein Praktikum bei einem großen US-amerikanischen Unternehmen machen. Allerdings wird sie abgelehnt, weil ihr Vater früher an anti-amerikanischen Aktionen teilgenommen hat. Seine Kinder verlangen von ihm, dass er sich von seinen Taten gegenüber der Firma distanzieren solle. Wayne möchte auch nicht zusammen mit Bobby gesehen werden, gerade jetzt, da er einen Auftritt bei Kriegsveteranen besorgt hat. Es ist die Frage, was Bobby wichtiger ist. Die berufliche Zukunft seiner Tochter oder seine Überzeugung?           |           |                             |                                   |                             |                                       |                 |                                         |
| 79 | 9         | Junge Liebe                 | Love Is in the Air                | 6. Apr. 1993                | 31. März 1995                         | Pino Amenta     | Jan Sardi                               |
| Tracy gefällt es gar nicht, dass Anna in einen Mann namens Matt verliebt ist. Sie hatte schon mit seinem Vater geschäftlich zu tun. Matt schenkt Anna einen Ring, der ihr aber nicht passt. Tracy soll den Ring zum Juwelier mitnehmen, damit er geändert werden kann. Auf dem Weg dorthin verliert Tracy den Ring und nun muss ein neuer her, damit Anna nichts merkt. Das Pech für Tracy ist, dass es bei dem Juwelier nur noch einen teuren Ring mit echten Diamanten gibt.                                                                  |           |                             |                                   |                             |                                       |                 |                                         |
| 80 | 10        | Totgesagte leben länger     | Down Among the Dead Men           | 13. Apr. 1993               | 3. Apr. 1995                          | Pino Amenta     | Anthony Morris                          |
| Bobby ist bester Laune. Seine Musik wird im Radio gespielt und seine Schallplatten verkaufen sich wieder. Den Grund dafür kennt er aber nicht. Wayne hat das Gerücht in Umlauf gebracht, dass Bobby Rivers gestorben sei. Wayne beauftragt seinen Neffen Sam darauf aufzupassen, damit Bobby nicht das Haus verlässt und gesehen wird. Als die Familie vom Ableben Bobbys erfährt, geht sie zur Polizei und Wayne gerät in Schwierigkeiten. |           |                             |                                   |                             |                                       |                 |                                         |
| 81 | 11        | Selten so gelacht!          | I Started a Joke                  | 20. Apr. 1993               | 4. Apr. 1995                          | Pino Amenta     | Michael Pope, Kevin Harrington          |
| Thomas nervt in letzter Zeit die Familie mit kindischen Streichen. Als Thomas für Wayne ein Haarwuchsmittel mit Juckpulver zusammen gemischt hat und ihn damit reinlegen will, passiert das Unglück. Bobby trinkt das Gemisch und fällt daraufhin ins Koma. Thomas ist in Panik. Er weiß aber nicht, dass die Szene von der Familie vorgetäuscht war, um Thomas seine Streiche heimzuzahlen. Womit sie aber nicht gerechnet haben: Thomas stellt sich der Polizei und geht ins Gefängnis.                                                       |           |                             |                                   |                             |                                       |                 |                                         |
| 82 | 12        | Die große Gelegenheit       | Only Women Bleed                  | 27. Apr. 1993               | 5. Apr. 1995                          | Pino Amenta     | Kate Langbroek                          |
| Bobby hat Aussicht auf einen großen Auftrag. Ein Musical-Produzent will eine Rockoper produzieren und Bobby soll sie schreiben. Alle sind bester Laune bis auf Tracy. Sie hat einen Tumor in ihrer Brust entdeckt; der durch eine Operation entfernt werden muss. Bobby sorgt sich sehr um Tracy und fährt, statt zu dem Treffen mit dem Manager, zu ihr ins Krankenhaus. |           |                             |                                   |                             |                                       |                 |                                         |
| 83 | 13        | Zwei Wochen mit Harriet?    | Killing Me Softly                 | 4. Mai 1993                 | 6. Apr. 1995                          | Pino Amenta     | Philip Dalkin                           |
| Seit Tracy zu einem Seminar gefahren ist und 2 Wochen nicht zu Hause ist; verwahrlost der Haushalt im Rivers-Haus immer mehr. Thomas stellt deswegen eine Haushälterin ein. Es ist die Schwester seines Mathematiklehrers und heißt Harriet. Schon nach kurzer Zeit sind Bobby und die Kinder sich aber einig, dass Harriet das Haus wieder verlassen muss. Als Bobby es ihr schonend beibringen will, sperrt Harriet die ganze Familie aus dem Haus aus und fordert eine Entschuldigung.                                                       |           |                             |                                   |                             |                                       |                 |                                         |
| 84 | 14        | Der rote Drachen            | I Am Woman                        | 11. Mai 1993                | 7. Apr. 1995                          | Pino Amenta     | Philip Dalkin                           |
| Harriet arbeitet immer noch für die Familie. In einer Zeitschrift findet Thomas zufällig ein Foto von Harriet... und darauf ist sie nackt! Thomas glaubt damit Harriet endlich aus dem Haus vertreiben zu können. Doch noch bevor er sie darauf ansprechen kann, sitzt Harriet weinend am Küchentisch mit der Zeitschrift in der Hand. Bobby soll als Country- und Western-Sänger auftreten. Er ist davon nicht begeistert, da er mit dieser Musikrichtung nichts anfangen kann. Aus der finanziellen Not bleibt ihm aber nichts anderes übrig. |           |                             |                                   |                             |                                       |                 |                                         |
| 85 | 15        | Wunder gibt es immer wieder | Turn the Page                     | 18. Mai 1993                | 10. Apr. 1995                         | Pino Amenta     | Philip Dalkin                           |
| Tracy kommt endlich von dem Seminar zurück. Sie hat ein Angebot für einen Job bekommen; dafür müsste sie aber nach New York. Wegen der Kinder schlägt sie das Angebot aus. Da geschieht das Unglaubliche. Beth, die tot geglaubte Mutter von Anna und Thomas, steht in der Tür. Sie erklärt wie sie fälschlicherweise für tot erklärt wurde. Nach 15 Jahren trifft sie auch wieder auf Bobby. |           |                             |                                   |                             |                                       |                 |                                         |
| 86 | 16        | Abschiedsküsse              | Amigos para siempre               | 18. Mai 1993                | 11. Apr. 1995                         | Pino Amenta     | Philip Dalkin                           |
| Nach der überraschenden Rückkehr von Beth kommt es zum Streit zwischen Anna und ihr. Letztendlich sind aber alle dafür, dass Beth bei der Familie bleibt. Nachdem die Kinder nun wieder eine Mutter haben; entscheidet sich Tracy doch dafür die Arbeit in New York anzunehmen und das Rivers-Haus zu verlassen. |           |                             |                                   |                             |                                       |                 |                                         |
| 87 | 17        | Kopf oder Zahl?             | Move Baby Move                    | 25. Mai 1993                | 12. Apr. 1995                         | Pino Amenta     | Philip Dalkin                           |
| Nach dem Auszug von Tracy steht ihr Zimmer im Nebengebäude leer. Beth möchte lieber im Haus wohnen und deshalb melden Bobby, Anna, Thomas und sogar Wayne Anspruch auf das Zimmer an. Beth muss dringend eine Entscheidung treffen, denn unter den anderen herrscht Streit. Als es ihr zu viel wird, wirft sie einfach eine Münze und Thomas gewinnt das Zimmer. |           |                             |                                   |                             |                                       |                 |                                         |
| 88 | 18        | Nackte Tatsachen            | In the Flesh                      | 1. Juni 1993                | 13. Apr. 1995                         | Mike Smith      | Stig Wemyss, Kate Langbroek, Megan Rees |
| Thomas schleicht sich in einen Aktzeichnungskurs der Kunstschulklasse ein, um das Aktmodell beobachten zu können. Dies war eine schlechte Idee, denn das nackte Modell ist keine andere als seine eigene Mutter. Beth will etwas gegen Thomas Probleme mit der Nacktheit tun und unternimmt etwas dagegen. Anna und Bobby suchen für ihn einen neuen Haarschnitt, aber sie können sich einfach nicht einigen. |           |                             |                                   |                             |                                       |                 |                                         |
| 89 | 19        | Perlen vor die Schüler      | At the Hop                        | 8. Juni 1993                | 18. Apr. 1995                         | Pino Amenta     | Alan Hardy, Galia Hardy                 |
| In Annas und Thomas’ Schule soll eine Feier stattfinden. Die beiden bereiten zusammen mit ihrer Mutter das Fest vor. Beth geht davon aus mit dem von Tracy übernommenen Catering-Service das Essen dafür zu liefern und Bobby für die Musik sorgen wird. Sie erfahren aber, dass die Kinder sie nicht dabei haben wollen. Bobby und Beth machen sich Gedanken und glauben, dass ihre Kinder sie hassen. Die Party verläuft aber auch nicht so wie geplant.                                                                                      |           |                             |                                   |                             |                                       |                 |                                         |
| 90 | 20        | Sünden von gestern          | Always on My Mind                 | 15. Juni 1993               | 19. Apr. 1995                         | Pino Amenta     | Philip Dalkin                           |
| Bobby erinnert sich daran, dass er damals einem Freund ein Spider-Man-Comic gestohlen hat. An ihm nagt das schlechte Gewissen und will dies wieder gut machen. Der Comic ist mittlerweile aber ein begehrtes Sammlerstück und kostet jetzt mehr Geld als Bobby besitzt. Thomas hat ein anderes Problem. Er möchte mit Jodie eine Ballonfahrt machen, doch er hat einen dicken Pickel im Gesicht und möchte sich so nicht blicken lassen. Beth hat mittlerweile mit der zickigen Nachbarin Sue eine Partnerin für den Catering-Service gefunden. |           |                             |                                   |                             |                                       |                 |                                         |
| 91 | 21        | Alte Liebe rostet nicht     | Friday on My Mind                 | 29. Juni 1993               | 20. Apr. 1995                         | Pino Amenta     | Jan Sardi                               |
| Bobby möchte Beth beeindrucken und beginnt Sport zu treiben. Bei den beiden kommen wieder Gefühle füreinander auf. Die Zuneigung ist so groß, dass die beiden die Nacht miteinander verbringen wollen. Als es dazu kommen soll, merkt Bobby, dass er sich beim Sport schon zu sehr verausgabt hat. Thomas hat mal wieder ein Mädchen im Auge. Um die Austauschschülerin zu beeindrucken, bräunt er seinen Oberkörper, damit er sich als cooler Surfer ausgeben kann.                                                                            |           |                             |                                   |                             |                                       |                 |                                         |
| 92 | 22        | Wo ist das Geld?            | Money Makes the World Go Round    | 6. Juli 1993                | 21. Apr. 1995                         | Pino Amenta     | Philip Dalkin, Shane Brennan            |
| Bobby braucht mal wieder Geld und geht an die Haushaltskasse, die aus einer Keksdose bestimmt. Zu seinem und Beth Entsetzen ist die Dose leer. Anfänglich wird ein Einbruch dahinter vermutet; es stellt sich aber heraus, dass alle Familienmitglieder in finanziellen Nöten sind. Es könnte also jeder das Geld genommen haben, dann klärt sich der Vorfall aber überraschend auf. |           |                             |                                   |                             |                                       |                 |                                         |
| 93 | 23        | Komm unter meine Decke      | Stairway to Heaven                | 13. Juli 1993               | 24. Apr. 1995                         | Pino Amenta     | Alan Hardy, Galia Hardy                 |
| Beth ist unsicher und weiß nicht wie es mit ihr und Bobby weitergehen soll. Um Klarheit zu gewinnen fährt sie zu Waynes Cousine aufs Land, denn sie ist Astrologin. Als Beth wieder zu Hause ist, planen sie einen weiteren Versuch, eine Nacht miteinander zu verbringen. Als es soweit ist, haben sie aber eines vergessen: am nächsten Tag ist Muttertag. So stürmen Anna und Thomas morgens in ihr Zimmer, um sie zu überraschen und sehen, dass sie nicht allein ist.                                                                      |           |                             |                                   |                             |                                       |                 |                                         |
| 94 | 24        | Erleuchtung im Fahrstuhl    | From a Distance                   | 20. Juli 1993               | 15. Apr. 1995                         | Pino Amenta     | Philip Dalkin                           |
| Bobby ist schlecht gelaunt, denn ihm fehlt Tracy. Kurzerhand fliegt er nach New York; dort hat er aber Pech. Tracy ist nicht zu Hause. Als er das Haus wieder verlassen will, trifft er im Fahrstuhl einen alten Mann und kommt mit ihm ins Gespräch. Währenddessen hat Wayne für Bobby ein interessantes Angebot. Er soll für den Bassisten der Gruppe Led Zeppelin einspringen. Wayne befürchtet nun aber, dass Bobby nicht rechtzeitig wieder aus New York zurückkehrt.                                                                      |           |                             |                                   |                             |                                       |                 |                                         |
| 95 | 25        | Im Pizzarausch              | Just the Way You Are              | 27. Juli 1993               | 26. Apr. 1995                         | Pino Amenta     | Stig Wemyss                             |
| Bobby soll bei einem Pizza-Wettbewerb als Preisrichter teilnehmen, um die beste Pizza der Stadt auszuwählen. Anna ist sauer auf ihre Mutter. Sie hat in einer Zeitschrift einen Leserbrief gelesen; in dem es um eine Anna geht. Die Briefschreiberin, eine „verstörte Mutter“, beklagt sich über die altmodischen Hobbys ihrer Tochter Anna. Beth versucht ihr klarzumachen, dass sie den Brief nicht geschrieben habe, doch Anna will davon nichts wissen.                                                                                    |           |                             |                                   |                             |                                       |                 |                                         |
| 96 | 26        | Mutter ist an allem schuld! | We Are Family                     | 10. Aug. 1993               | 28. Apr. 1995                         | Pino Amenta     | Elizabeth Coleman                       |
| In letzter Zeit wird im Rivers-Haus viel gestritten. Daraufhin engagiert Beth einen Familienberater um die Probleme zu lösen. Nachdem sich alle ihre Probleme von der Seele geredet haben, kommt der Berater zu seinem Ergebnis. Er hält Beth für den Grund der Streitigkeiten. Nach einem Streit mit seiner Mutter möchte auch Wayne mit dem Familienberater sprechen. |           |                             |                                   |                             |                                       |                 |                                         |
| 97 | 27        | Wayne, der Wohltäter        | Like Sister and Brother           | 17. Aug. 1993               | 2. Mai 1995                           | Pino Amenta     | Elizabeth Coleman                       |
| Waynes alte Schule soll geschlossen werden. Um dies zu verhindern, plant er ein Benefiz-Konzert mit Bobby und weiteren Musikgrößen. Um das Interesse auf das Konzert zu lenken, behauptet Wayne Bruce Springsteen würde bei dem Konzert auftreten. Als der Schwindel auffliegt, muss Wayne sich schnell etwas einfallen lassen. In der Nacht findet Thomas Anna weinend hinter dem Haus sitzen. Im Gespräch stellt sich heraus, dass jemand Anna vergewaltigen wollte. Sie möchte aber nicht, dass Bobby oder Beth davon erfahren.              |           |                             |                                   |                             |                                       |                 |                                         |
| 98 | 28        | Auf die Barrikaden!         | Old School Yard                   | 24. Aug. 1993               | 3. Mai 1995                           | Pino Amenta     | Anthony Morris                          |
| Der Pausenraum der Oberstufenklasse von Annas und Jodies Schule soll abgerissen werden, da der Platz von einer Baufirma gebracht wird. Dies wollen Beth und Jodie nicht zulassen und versuchen dies durch eine Demonstration zu verhindern. Unterdessen hat Bobby eine Einladung zum Klassentreffen bekommen. Er überlegt, ob er dort hingehen soll oder nicht. Damals spielten ihm die Klassenkameraden immer wieder Streiche. |           |                             |                                   |                             |                                       |                 |                                         |
| 99 | 29        | Der große Matheschwindel    | Your Cheatin' Heart               | 31. Aug. 1993               | 4. Mai 1995                           | Pino Amenta     | Philip Dalkin, Tony McNamara            |
| Thomas hat in einem Mathematiktest eine 1 und sogar mehr Punkte bekommen als Anna, was diese nicht glauben kann. Beth führt die gute Note auf ihre Lernmethoden zurück. Nun soll „Mathegenie“ Thomas Waynes Neffen Sam Nachhilfeunterricht geben. Als dies kläglich scheitert, kommt die Wahrheit ans Licht. |           |                             |                                   |                             |                                       |                 |                                         |
| 100 | 30        | Beth, die Bikerbraut        | Leader of the Pack                | 7. Sep. 1993                | 27. Apr. 1995                         | Mike Smith      | Tony Hood                               |
| Die Familie hat neue Nachbarn bekommen und Anna sowie Beth freunden sich mit ihnen an. Beth bekommt von den Nachbarn, die gerne Heavy-Metal-Musik hören, ein Motorrad geschenkt. Sie will es auch benutzen - um dies zu verhindern gießt Thomas aus Angst Honig in den Tank. Wenig später erhält die Familie die Nachricht, dass Beth mit dem Motorrad verunglückt ist. |           |                             |                                   |                             |                                       |                 |                                         |
| 101 | 31        | Der letzte Schultag         | School's Out                      | 14. Sep. 1993               | 5. Mai 1995                           | Pino Amenta     | Anthony Morris                          |
| Für Anna und Thomas ist der letzte Schultag gekommen und dies wird gefeiert. Beide werden in den Ferien einen Job annehmen. Anna und Thomas haben gute Arbeitsplätze in Aussicht, doch es kommt anders. Thomas muss das letzte Schuljahr wiederholen und Anna wird an der Universität ein Studium beginnen. Derweil hat Bobby den Auftrag, für eine Supermarktkette Werbemelodien zu schreiben. |           |                             |                                   |                             |                                       |                 |                                         |